# Andreas Liebenberg
Andreas Liebenberg, južnoafriški general, * 18. april 1938, † 23. maj 1998.
Liebenberg je bil poveljnik specialnih sil (1982–85), načelnik Južnoafriške kopenske vojske (1985–90), načelnik štaba Zveznih obrambnih sil (1990) in načelnik Zveznih obrambnih sil (1990–1993).